# Kulturzentrum Schacht III

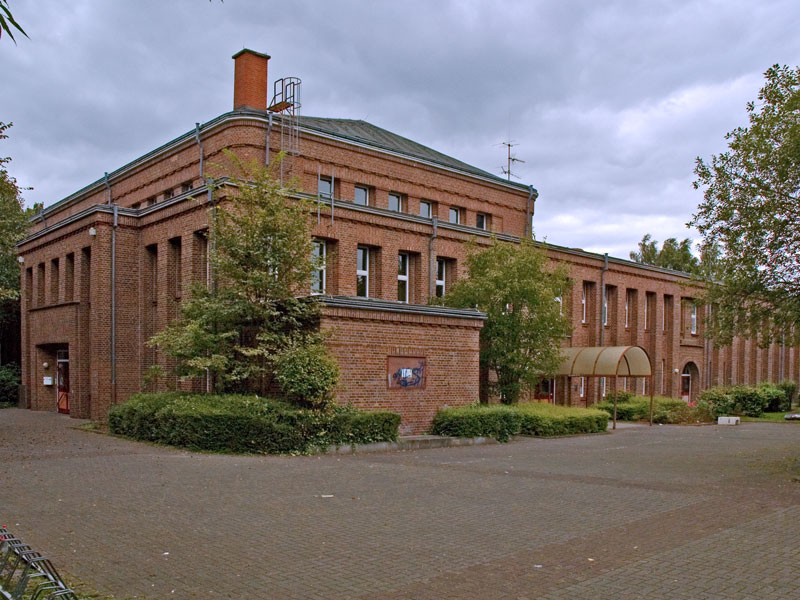
Kulturzentrum Schacht III

Das Kulturzentrum Schacht III befindet sich in der Waschkaue der ehemaligen Schachtanlage Werne 3 in Rünthe, heute ein Stadtteil von Bergkamen. Es wird als multifunktionales Begegnungszentrum genutzt. Der Saal mit 800 Sitzplätzen ist der größte Veranstaltungsraum in Bergkamen.
Der Schacht 3 der Zeche Werne nahm 1915 die Kohleförderung auf. Er wurde 1930 stillgelegt und ab 1946 wieder für Seilfahrten genutzt, bevor er 1960 erneut aufgegeben wurde und bis 2000 nur noch der Bewetterung und Wasserhaltung für benachbarte Bergwerke diente. Das Fördergerüst wurde in den 1980er Jahren abgerissen, die Waschkaue renoviert und umgebaut.